# Westlothiana
Westlothiana lizziae foi um tetrápode relacionado aos amniotas, que viveu durante o período Carbonífero, há cerca de 335 milhões de anos.
O espécime-tipo foi descoberto na Pedreira de East Kirkton, em Bathgate, Escócia, no ano de 1984, e recebeu o nome em homenagem ao distrito onde foi encontrado, West Lothian. A anatomia do Westlothiana apresenta uma mistura de características dos primeiros tetrápodes e dos amniotas, e foi considerado, originalmente, o primeiro réptil. Esta espécie provavelmente vivia próxima a um lago de água doce, provavelmente caçando outras pequenas criaturas que viviam no mesmo habitat.
A classificação filogenética do Westlothiana variou do amniota basal (isto é, um réptil primitivo) a um anfíbio, Lepospondyli, parente distante dos Reptiliomorpha. A maior parte dos cientistas o classifica entre os Reptiliomorpha, como um grupo-irmão dos primeiros amniotas.